# Jack Bauer
Jack Bauer (Takaka, Tasman, 7 d'abril de 1985) és un ciclista neozelandès, professional des del 2010. Actualment corre a l'equip Team BikeExchange-Jayco. En el seu palmarès destaca el Campionat de Nova Zelanda en ruta de 2010, i el de contrarellotge el 2017.
El 2012 va prendre part en els Jocs Olímpics de Londres, finalitzant en 10a posició de la cursa en línia i en 19a posició en la contrarellotge.

## Palmarès
- 2009
  - 1r a la Harbour Ride Long Bays Classic
  - Vencedor d'una etapa al Tour de Southland
- 2010
  -  Campió de Nova Zelanda en ruta
  - Vencedor d'una etapa al Tour de Wellington
- 2011
  - Vencedor d'una etapa al Tour de Utah
- 2013
  - 1r a la Japan Cup[2]
- 2014
  - Vencedor d'una etapa al Herald Sun Tour
- 2016
  - Vencedor d'una etapa a la Volta a la Gran Bretanya
- 2017
  -  Campió de Nova Zelanda en contrarellotge

### Resultats al Giro d'Itàlia
- 2012. 114è de la classificació general
- 2019. 95è de la classificació general

### Resultats al Tour de França
- 2013. Abandona (19a etapa)
- 2014. 137è de la classificació general
- 2015. Abandona (5a etapa)
- 2017. 105è de la classificació general
- 2018. 121è de la classificació general
- 2020. 83è de la classificació general
- 2022. 122è de la classificació general